# Chloroceryle
Chloroceryle es un género de aves coraciformes perteneciente a la familia Cerylidae cuyos miembros viven principalmente las regiones tropicales de Centro y Sudamérica, aunque una de sus especies se extiende hasta el sur de Texas.

## Especies
El género contiene cuatro especies:
- Chloroceryle amazona - martín pescador amazónico;
- Chloroceryle americana - martín pescador verde;
- Chloroceryle inda - martín pescador verdirrufo;
- Chloroceryle aenea - martín pescador enano.

## Descripción

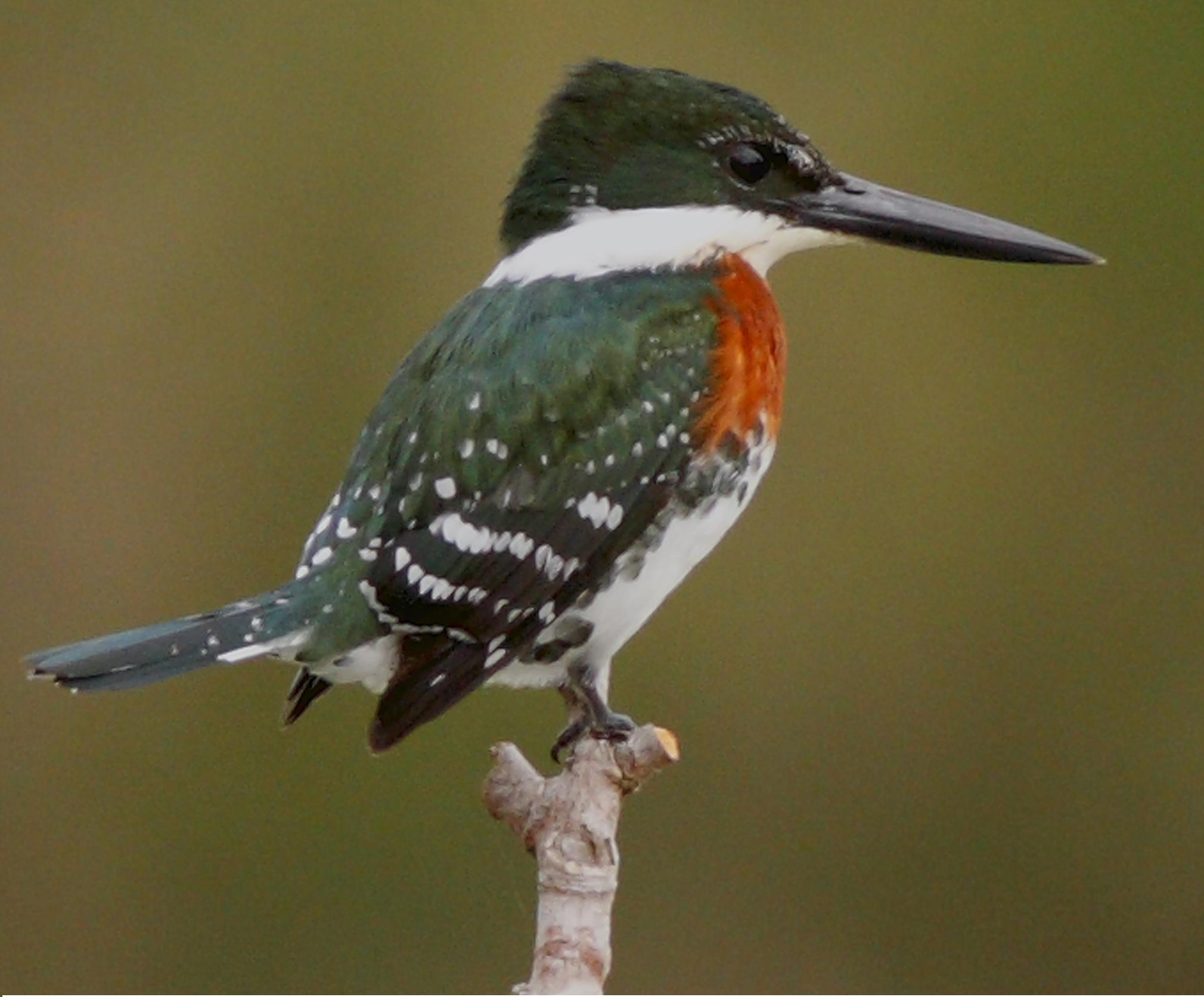
Macho de Chloroceryle americana.

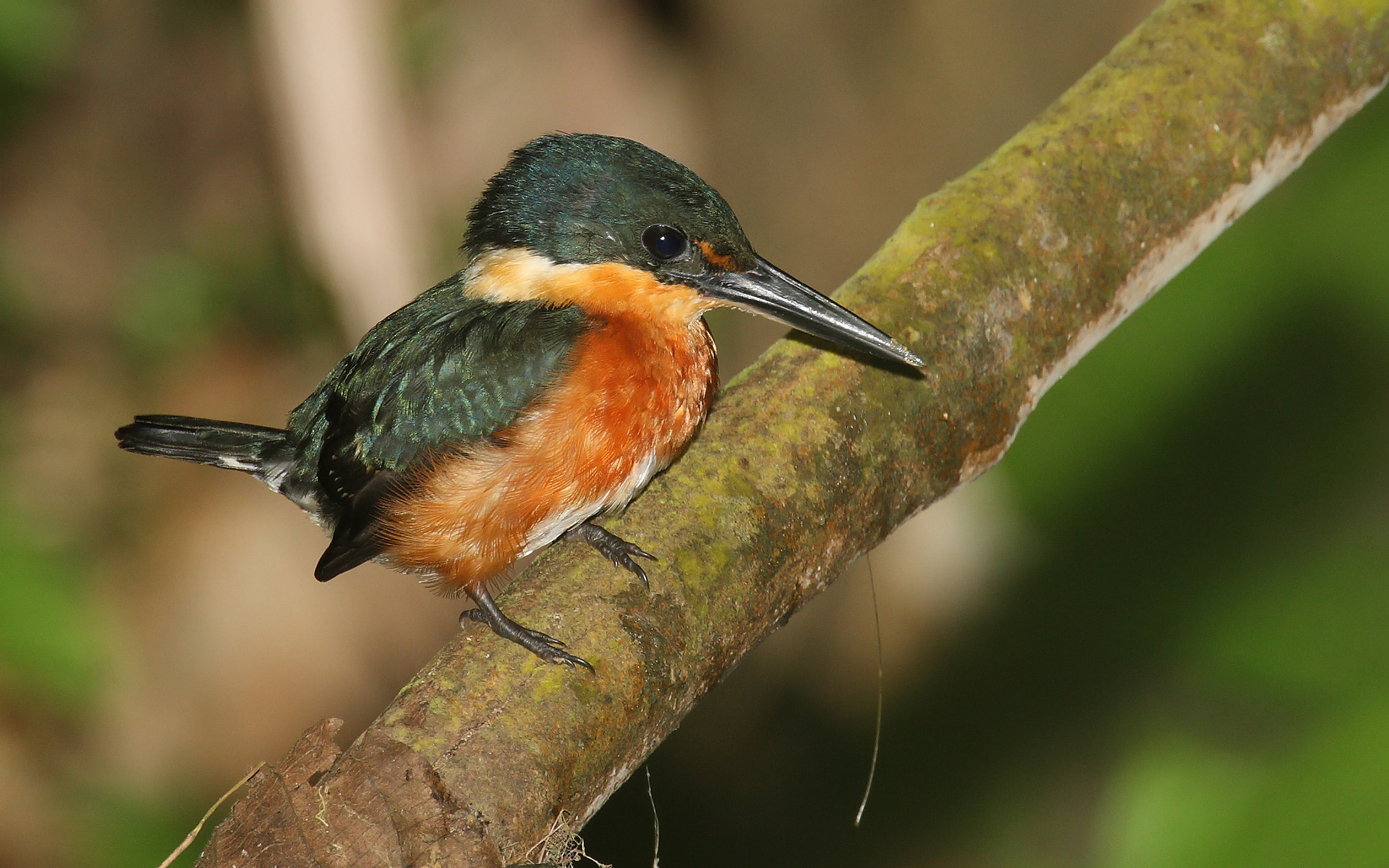
Chloroceryle aenea.

Todos tienen la forma típica de los martines pescacores, con colas cortas y picos largos. Como indica el nombre del género (cloro en griego significa verde) todos sus miembros tienen el plumaje de las partes superiores de color verde brillante. Mientras que el plumaje de sus partes inferiores presenta una distribución curiosa en las distintas especies. El miembro más pequeño y el segundo más grande, el martín pescador enano y el martín pescador verdirrufo, tienen las partes inferiores de color castaño rojizo, mientras que el mayor y el segundo más pequeño, el martín pescador amazónico y el martín pescador verde, tienen las partes inferiores blancas y solo los machos tienen el pecho castaño rojizo. 
Estas aves suelen atrapar crustáceos y peces con la técnica habitual de los martines pescadores de zambullirse en picado desde un posadero o tras un vuelo cernido breve, aunque el martín pescador enano atrapa insectos al vuelo.
Los martines pescadores pertenecientes a Chloroceryle anidan junto a los arroyos en los bosques y manglares, excavando largos túneles horizontales en los taludes fluviales.

## Historia evolutiva
Estos martines pescadores descienden de un ancestro común que al parecer estaba cercanamente emparentado con el ancestro del martín pescador pío (que en esa época todavía no había perdido los tonos metálicos de su plumaje) por ello todos tienen un plumaje y costumbres similares. Las cuatro especies solapan sus áreas de distribución, y pueden pescar en las mismas aguas, pero la proporción de tamaños entre ellos es casi exactamente 1:2:4:8 (aenea: americana: inda: amazona), lo que evita la competencia directa por la comida. El martín gigante neotropical (Megaceryle torquata), un pariente más lejano, coincide también con ellos en los mismos ríos, pero pesa el doble que el martín pescador amazónico, por lo que pesca peces de calibre mucho mayor.
Genéticamente la especie de mayor tamaño, C. amazona, es la que está más alejada del resto, mientras que las dos especes de tamaño medio, C. americana y C. inda, son las más próximas entre sí, aunque sean de coloración diferente. Por lo tanto la diferencia de apariencia no indica en este caso diferente historia evolutiva, sino que indica que al evolucionar independientemente las especies próximas han enfatizado sus diferencias en el color para mantener su acervo génico separado (véase Principio de exclusión competitiva).